# スヴィダ急行
スヴィダ急行（Suvidha Express）は、インド鉄道が運営する列車種別の1つ。予約日時や需要に応じて運賃が変動する方式を採用した列車で、プレミアム急行（Premium Express）とも呼ばれている。

## 概要
2010年代のインド鉄道では列車の混雑が深刻化しており、特に休暇期間を始めとした多客時に乗車券の購入が困難になっている事が課題となっていた。そこで、確実に乗車券が購入可能とする代わりに、航空機で採用されている、運賃が状況に応じて変動するダイナミック・プライシング方式を採用する列車が検討されるようになった。そして、2013年から2014年にかけての年末年始にデリーとムンバイの間に試験的にこの運賃体系を用いた臨時列車が設定され、同区間を運行するラージダーニー急行と比べて約48 %多い収益を記録した。この実績を受け2014年以降インド各地に設定されたのがスヴィダ急行である。
スヴィダ急行は事前予約でのみ乗車券の購入が可能で、ラージダーニー急行の運賃に直前予約分（Tatkal）を付加したものが基本運賃となる。この運賃は運行日が近づくにつれ5段階、最大3倍まで上昇する他、運行日によっても変動する。また、他の列車と異なりこれらの乗車券の割引は行われない他、列車が運休しない限り払い戻しも行われない。その代わり、スヴィダ急行は途中停車駅を少なくしている他、同一区間を運行する急行列車よりも優先的な運用が組まれており、高速運転や運行ダイヤの順守が図られている。
本格的な運行を開始した2014年以降、特に利用客が多い経路へ多数の列車が設定されたが、運賃の高額化が要因となり利用客が低迷したため廃止が相次いだ。その結果、2023年11月時点で運行しているスヴィダ急行は以下の2列車のみとなっている。また、これらについても、物価の高騰が要因となり時期によっては航空料金よりも運賃が高額化しており、それに対する批判を受け将来的なダイナミック・プライシング方式の廃止が検討されている。
- ムンバイCSMT-パトナ・スヴィダ急行（英語版）（Mumbai CSMT - Patna Suvidha Express）
- ジャイプール-イェシュヴァントプール・スヴィダ急行（Jaipur - Yesvantpur Suvidha Express）